# Rocha calciossilicática
Calciossilicática ou cálcio-silicática é um termo geral utilizado para rochas metamórficas com o protólito rico, principalmente, em magnésio, cálcio, sílica, e, comumente, alumínio. Em suma, rochas margas.
Os principais minerais encontrados são a dolomita, calcite e quartzo sendo que pode ter associações com outros minerais de acordo com o grau e a fácies metamórfica. Talco é associada a baixo grau metamórfico e na fácies xisto verde, tremolite(anfibólio), diopsídio (anfibólio) e forsterite são associado a médio grau metamórfico e fácies anfibolito e, por final, a coexistência da forsterita (olivinas) com o diopsídio indica alto grau metamórfico e fácies granulito. Em condições de ultra-alto grau metamórfico ocorre a presença de wollastonite.
Assim, em rochas com protólitos mais puros o resultado do metamorfismo será mármores sem ou com pouca associação com esses minerais. A presença de minerais do grupo da serpentina nessas rochas é comum pela serpentinização da forsterita, que é do grupo da olivina.